# Pugillus Plantarum Novarum Africae Borealis Hispaniaeque Australis
Pugillus Plantarum Novarum Africae Borealis Hispaniaeque Australis (abreviado Pugill. Pl. Afr. Bor. Hispan.) es un libro con ilustraciones y descripciones botánicas que fue escrito conjuntamente por Pierre Edmond Boissier & Georges François Reuter. Fue publicado en el año 1852.